# Isingsalen
Der Isingsalen (norwegisch für [sic!] Vereisender Sattel) ist ein vereister Bergsattel im ostantarktischen Königin-Maud-Land. In der Sverdrupfjella liegt er zwischen dem Isingen und dem Salknappen.
Erste Luftaufnahmen entstanden bei der Deutschen Antarktischen Expedition 1938/39 unter der Leitung von Alfred Ritscher. Norwegische Kartografen, die ihn auch benannten, kartierten den Bergsattel anhand von Vermessungen und Luftaufnahmen der Norwegisch-Britisch-Schwedischen Antarktisexpedition (1949–1952) und zwischen 1958 und 1959 erstellten Luftaufnahmen der Dritten Norwegischen Antarktisexpedition (1956–1960).